# El joven Winston
El joven Winston es una película británica de 1972, que retrata los primeros años del Primer ministro del Reino Unido Winston Churchill.
El filme está basado en el libro autobiográfico My Early Life: A Roving Commission de Winston Churchill, que incluye su infeliz paso por la escuela y su relación con su padre, su servicio como oficial de caballería en la India y el Sudán, sus experiencias como corresponsal de guerra en la segunda guerra bóer, su captura y célebre escape, y su elección para el Parlamento con tan solo 26 años.
Churchill fue interpretado por Simon Ward, actor relativamente desconocido, pero respaldado por un gran elenco: Robert Shaw (como Lord Randolph Churchill), John Mills (como Lord Kitchener), Anthony Hopkins (como David Lloyd George) y Anne Bancroft (como su madre). También aparecen Patrick Magee, Robert Hardy, Ian Holm, Edward Woodward y Jack Hawkins. 
El filme fue escrito y producido por Carl Foreman y dirigido por Richard Attenborough. Estuvo nominado a los Óscar para el mejor guion adaptado, mejor dirección artística y mejor vestuario.

## Reparto
- Robert Shaw - Lord Randolph Churchill
- Anne Bancroft - Lady Jennie Churchill
- Simon Ward - Winston Churchill
- Jack Hawkins - Mr. Welldon
- Ian Holm - George E. Buckle
- Anthony Hopkins - David Lloyd George
- Patrick Magee - General Bindon Blood
- Edward Woodward - Captain Aylmer Haldane
- John Mills - General Kitchener